# Hocquinghen
Hocquinghen (flämisch: Hokkingem) ist eine französische Gemeinde mit 116 Einwohnern (Stand: 1. Januar 2022) im Département Pas-de-Calais in der Region Hauts-de-France; sie gehört zum Arrondissement Calais und zum Kanton Calais-2.

## Lage
Die Gemeinde ocquinghen liegt im Regionalen Naturpark Caps et Marais d’Opale an der oberen Hem, etwa 15 Kilometer südlich von Calais und 24 Kilometer östlich von Boulogne-sur-Mer. Umgeben wird Hocquinghen von den Nachbargemeinden Licques im Norden, Rebergues im Nordosten und Osten, Surques im Süden und Südwesten, Bainghen im Südwesten und Westen sowie Herbinghen im Westen und Nordwesten.

## Bevölkerungsentwicklung
| Jahr                       | 1962 | 1968 | 1975 | 1982 | 1990 | 1999 | 2006 | 2012 | 2022 |
| -------------------------- | ---- | ---- | ---- | ---- | ---- | ---- | ---- | ---- | ---- |
| Einwohner                  | 119  | 97   | 86   | 74   | 85   | 100  | 101  | 112  | 116  |
| Quellen: Cassini und INSEE |      |      |      |      |      |      |      |      |      |

## Sehenswürdigkeiten
- Kirche Saint-Omer aus dem 15. Jahrhundert
- Pfarrhaus aus dem 18. Jahrhundert
- Schloss aus dem 19. Jahrhundert

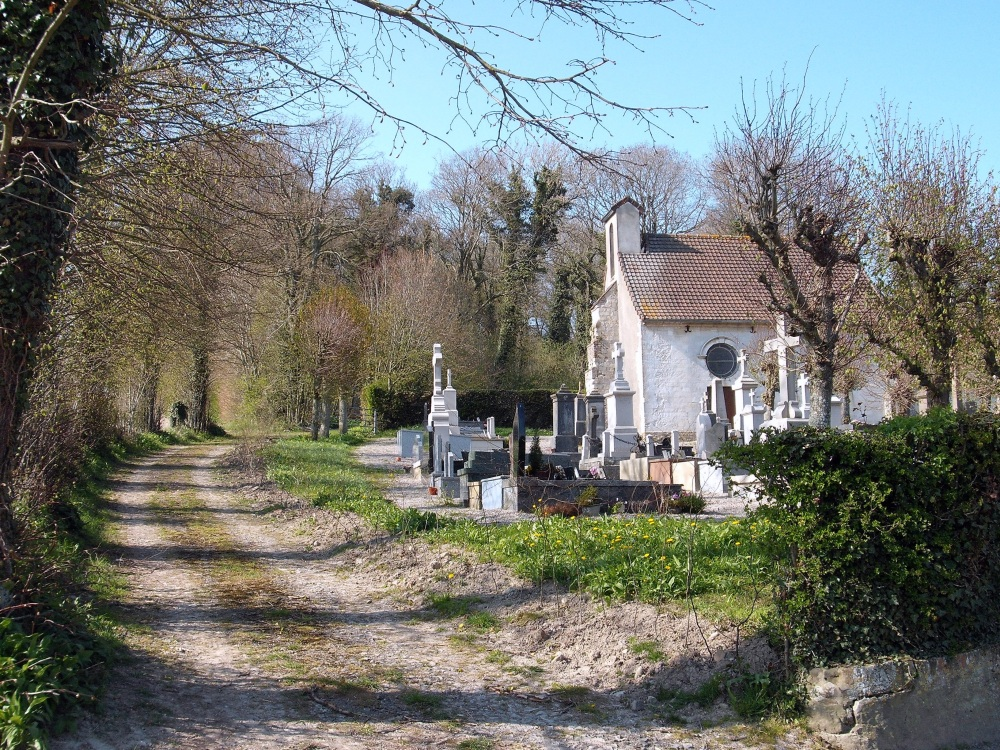
Kirche Saint-Omer
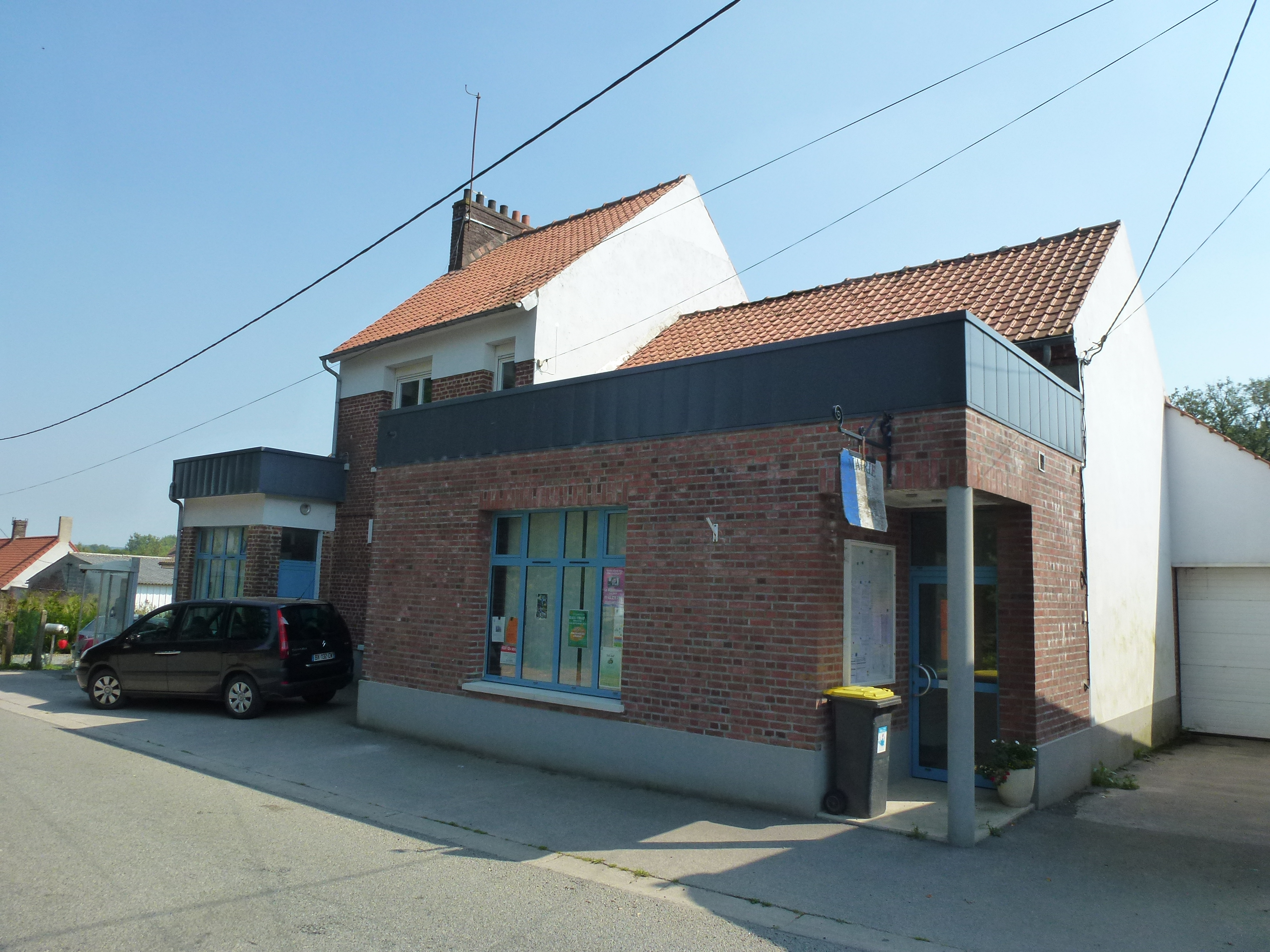
Mairie Hocquinghen

## Belege
1. ↑  De Nederlanden in Frankrijk, Jozef van Overstraeten, 1969